# تریبوخوردگی
تریبو خوردگی (تخریب مواد در اثر خوردگی و سایش) یک فرایند تخریب مواد به دلیل اثر ترکیبی خوردگی و سایش است و نام آن براساس رشته‌های اساسی سوده‌شناسی و خوردگی است. تریبولوژی به مطالعه اصطکاکروانکاری و سایش و خوردگی به برهم کنش‌های شیمیایی و الکتروشیمیایی بین یک ماده، معمولاً یک فلز، و محیط آن مربوط می‌شود.

## پیشینه
به عنوان یک زمینه تحقیقاتی، تریبوخوردگی نسبتاً جدید است، اما از زمانی که ماشین‌ها و تأسیسات مورد استفاده قرار گرفته‌اند، پدیده‌های تریبوخوردگی وجود داشته‌است. سایش یک فرایند تخریب مکانیکی مواد است که بر روی سطوح ضربه ای رخ می‌دهد، در حالی که خوردگی شامل واکنش‌های شیمیایی یا الکتروشیمیایی مواد است.
خوردگی ممکن است سایش را تسریع کند و سایش ممکن است خوردگی را تسریع کند. هر دوی این پدیده‌ها و همچنین خوردگی فرتینگ (که از نوسانات دامنه کوچک بین سطوح در تماس حاصل می‌شود) در دسته وسیع تر تریبوخوردگی قرار می‌گیرند. فرسایش - خوردگی یکی دیگر از پدیده‌های تریبو خوردگی است که اثرات مکانیکی و شیمیایی دارد: ذرات یا سیالات ضربه‌ای، سطح جامد را در اثر سایش، خرد شدن یا خستگی فرسایش می‌دهند، در حالی که به‌طور همزمان سطح آن خورده می‌شود.
تریبو خوردگی در بسیاری از زمینه‌های مهندسی رخ می‌دهد. طول عمر لوله‌ها، شیرها و پمپ‌ها، زباله سوزها، تجهیزات معدنی یا ایمپلنت‌های پزشکی را کاهش می‌دهد و می‌تواند ایمنی راکتورهای هسته ای یا سیستم‌های حمل و نقل را تحت تأثیر قرار دهد. از سوی دیگر، پدیده‌های تریبوخوردگی را می‌توان برای استفاده خوب به عنوان مثال در صفحه‌بندی شیمیایی-مکانیکی ویفرها در صنعت الکترونیک یا در آسیاب و برش فلز در حضور امولسیون‌های آبی نیز به کار برد. با در نظر گرفتن این موضوع، ممکن است تریبو خوردگی را مستقل از مفهوم سودمندی یا آسیب یا نوع خاصی از برهمکنش مکانیکی، به شیوه ای کلی تر تعریف کنیم: تریبوخوردگی مربوط به تبدیل برگشت‌ناپذیر مواد یا عملکرد آنها در نتیجه برهمکنش‌های مکانیکی و شیمیایی/الکتروشیمیایی همزمان بین سطوح در حرکت نسبی است.

## تریبوخوردگی زیستی
بیوتریبو خوردگی علم دگرگونی‌های سطحی ناشی از فعل و انفعالات بارگذاری مکانیکی و واکنش‌های شیمیایی/الکتروشیمیایی که بین عناصر یک سیستم تریبولوژیکی در معرض محیط‌های بیولوژیکی رخ می‌دهد را پوشش می‌دهد. بیوتریبو خوردگی علم دگرگونی‌های سطحی ناشی از فعل و انفعالات بارگذاری مکانیکی و واکنش‌های شیمیایی/الکتروشیمیایی که بین عناصر یک سیستم تریبولوژیکی در معرض محیط‌های بیولوژیکی رخ می‌دهد را پوشش می‌دهد.

## فلزات غیرفعال
در حالی که پدیده‌های تریبوخوردگی ممکن است بر بسیاری از مواد تأثیر بگذارند، اما برای فلزات، به ویژه فلزات غیرفعال که معمولاً مقاوم به خوردگی هستند، بسیار حیاتی هستند. اکثریت فلزات و آلیاژهای مقاوم در برابر خوردگی مورد استفاده در مهندسی (فولادهای ضدزنگ، تیتانیوم، آلومینیوم و غیره) در این دسته قرار می‌گیرند. این فلزات از نظر ترمودینامیکی در حضور اکسیژن یا آب ناپایدار هستند و مقاومت در برابر خوردگی خود را از حضور در سطح یک لایه نازک اکسیدی به نام فیلم غیرفعال به دست می‌آورند که به عنوان یک مانع محافظ بین فلز و محیط آن عمل می‌کند.
این فلزات از نظر ترمودینامیکی در حضور اکسیژن یا آب ناپایدار هستند و مقاومت در برابر خوردگی خود را از حضور در سطح یک لایه نازک اکسیدی به نام فیلم غیرفعال به دست می‌آورند که به عنوان یک مانع محافظ بین فلز و محیط آن عمل می‌کند. لایه‌های غیرفعال معمولاً فقط چند لایه اتمی ضخامت دارند. با این وجود، آنها می‌توانند محافظت عالی در برابر خوردگی ایجاد کنند، زیرا اگر به‌طور تصادفی آسیب ببینند، به‌طور خود به خود با اکسیداسیون فلز خود ترمیم می‌شوند. با این حال، هنگامی که یک سطح فلزی در معرض مالش شدید یا جریانی از ذرات ضربه‌گیر قرار می‌گیرد، آسیب فیلم غیرفعال، پیوسته و گسترده می‌شود.
فرایند خود ترمیمی ممکن است دیگر مؤثر نباشد و علاوه بر آن به میزان بالایی از اکسیداسیون فلز نیاز دارد. به عبارت دیگر، فلز زیرین قبل از اینکه لایه محافظ اصلاح شود، به شدت خورده می‌شود. در چنین حالتی، مجموع تلفات مواد ناشی از تریبوخوردگی بسیار بیشتر از مجموع سایش و خوردگی خواهد بود که در آزمایشات با همان فلزی که فقط سایش یا فقط خوردگی اتفاق می‌افتد اندازه‌گیری می‌شود. این مثال این واقعیت را نشان می‌دهد که نرخ تریبوخوردگی صرفاً اضافه کردن نرخ سایش و سرعت خوردگی نیست، بلکه به شدت تحت تأثیر اثرات هم افزایی و متضاد بین مکانیسم‌های مکانیکی و شیمیایی قرار دارد. برای مطالعه چنین اثراتی در آزمایشگاه، اغلب از دستگاه‌های تست سایش مکانیکی که مجهز به سلول الکتروشیمیایی هستند استفاده می‌شود.
این به فرد اجازه می‌دهد تا به‌طور مستقل پارامترهای مکانیکی و شیمیایی را کنترل کند. به عنوان مثال، با اعمال پتانسیل معین به فلز، می‌توان پتانسیل اکسیداسیون محیط را شبیه‌سازی کرد و علاوه بر این، در شرایط خاصی، جریان جریان معیاری برای نرخ خوردگی آنی است. به عنوان مثال، با اعمال پتانسیل معین به فلز، می‌توان پتانسیل اکسیداسیون محیط را شبیه‌سازی کرد و علاوه بر این، در شرایط خاصی، جریان جریان معیاری برای نرخ خوردگی سریع است. کاهش حجم ناشی از انحلال الکتروشیمیایی را می‌توان با قوانین الکترولیز فارادی اندازه‌گیری کرد و از افت حجم کل در تریبوخوردگی کسر کرد، بنابراین مجموع افت سایشی مکانیکی و هم‌افزایی را می‌توان محاسبه کرد. برای درک عمیق‌تر، آزمایش‌های تریبو خوردگی با مطالعات میکروسکوپی و تحلیلی دقیق سطوح تماس، تکمیل می‌شوند. در دماهای بالا، تولید سریع‌تر اکسید به دلیل ترکیبی از دما و عملکرد تریبولوژیکی در طول سایش لغزشی می‌تواند لایه‌های اکسیدی مقاوم در برابر سایش به نام «لعاب» تولید کند. تحت چنین شرایطی، تریبو خوردگی را می‌توان به‌طور بالقوه به روشی سودمند مورد استفاده قرار داد.